# Rudolf Winkelmayer

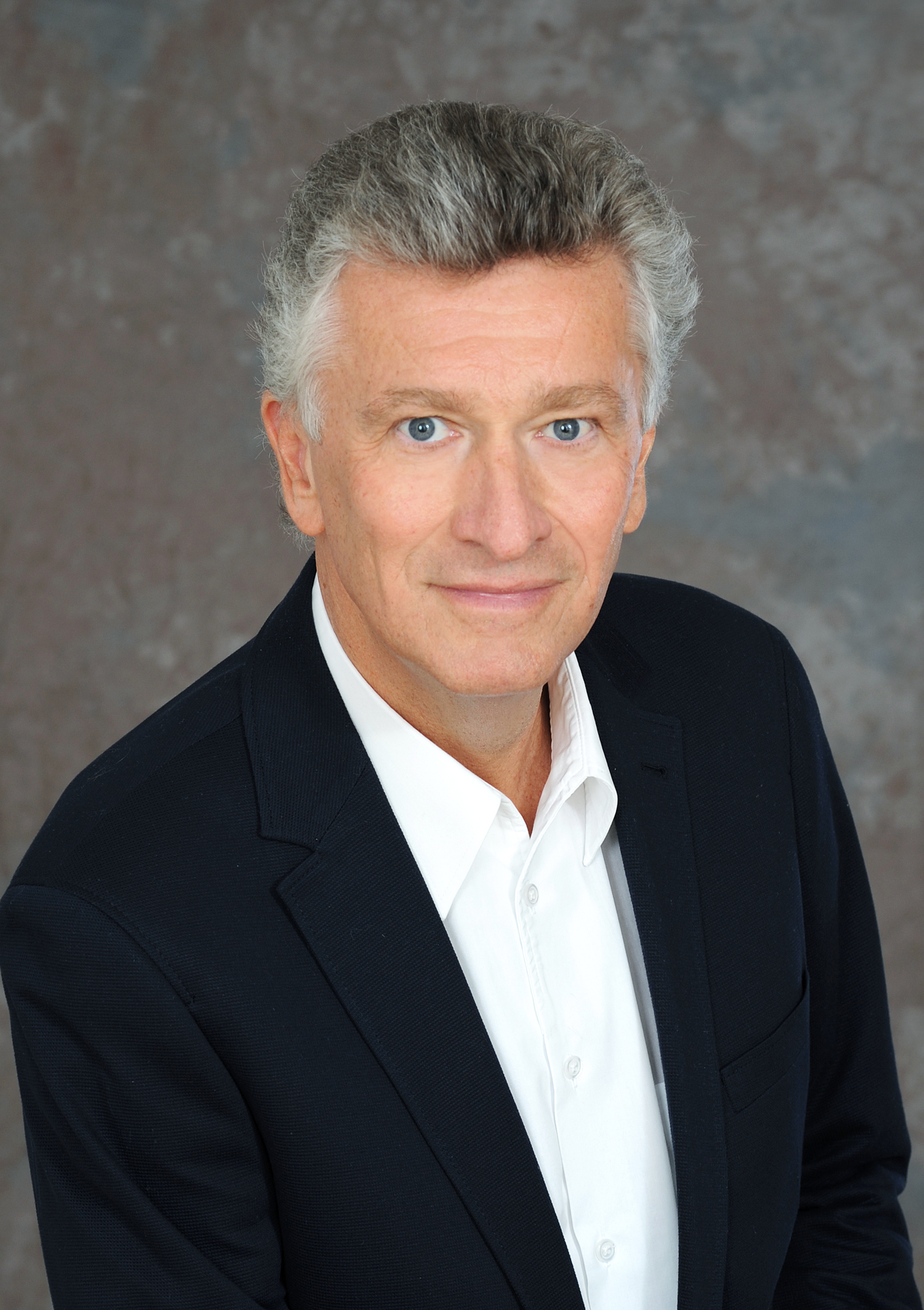
Rudolf Winkelmayer

Rudolf Winkelmayer (* 26. Februar 1955 in Hollenstein an der Ybbs, Niederösterreich) ist ein österreichischer Publizist mit den Themen Tierschutz, Tierethik, Jagdethik und Wildbrethygiene sowie Vortragender und Autor zahlreicher Artikel und Fachbücher. Er war bis zur Pensionierung praktischer Tierarzt (Fachtierarzt für Kleintiere), Amtstierarzt und Lebensmittelwissenschaftler.

## Leben
Winkelmayer studierte an der Veterinärmedizinischen Universität Wien (Mag. med. vet. 1980, Dr. med. vet. 1981) und legte 1983 die tierärztliche Physikatsprüfung ab. Seit 1998 ist er Fachtierarzt für Kleintiere und seit 2005 zusätzlich Dipl. ECVPH (Lebensmittelwissenschaften). 2006 wurde ihm der Berufstitel Professor verliehen. Er war bis Ende 2013 Amtstierarzt (wirklicher Hofrat) der Bezirkshauptmannschaft Bezirk Bruck an der Leitha und betrieb eine Ordination in Pachfurth.

## Funktionen in Fachorganisationen
- Vereinigung Österreichischer Kleintiermediziner (VÖK),  Vorstandsmitglied, 1990–1996; wissenschaftlicher Beirat – Spezialist für Tierschutz: 2000 – dato
- Österreichische Gesellschaft der Tierärzte, Sektion Wildtierkunde und Umweltforschung, Vorstandsmitglied, Sektion Lebensmittelhygiene, 1998 – dato
- Fachausschuss für Wildbret und Wildtiergesundheit des NÖ Landesjagdverbandes: Vorsitzender des 2003 neu installierten Fachausschusses bis 2014.
- Mitteleuropäisches Institut für Wildtierökologie; Wien – Brünn – Nitra Vorstandsmitglied (Vizepräsident): 2003 – dato
- International Research Forum on Game Meat Hygiene (IRFGMH) 2009: Member of the board
- Plattform Österreichischer Tierärztinnen und Tierärzte für Tierschutz (ÖTT): Sprecher seit der Gründung im Jahr 2009.

## Ehrungen
- Verleihung der „Josef Bayer-Medaille“ durch das Professorenkollegium der Veterinärmedizinischen Universität Wien für besondere wissenschaftliche Leistungen (14. Dezember 2000)
- Literaturpreis des CIC (International Council for Game and Wildlife Conservation) für das Buch „Wildbret-Hygiene“ (25. April 2008).

## Schriften

### Fachbücher
- mit Christoph Cenker, Hans-Friedemann Zedka: Die Wildfleisch-Verordnung  – Ausbildungsbuch. Herausgegeben von der Zentralstelle Österreichischer Landesjagdverbände. 1994. (3 Auflagen).
- mit Hans-Friedemann Zedka: Wildfleisch-Direktvermarktung – Ausbildungsbuch bzw. Hygiene-Leitfaden. Herausgegeben von der Zentralstelle Österreichischer Landesjagdverbände. 1996.
- mit H. Müller, Christoph Cenker, Hans-Friedemann Zedka: Trichinenuntersuchung – Ausbildungsbuch für Trichinenuntersucher. Herausgegeben vom NÖ Landesjagdverband. 1997.
- mit Silvia Leugner: „Hund und Katz“ – gute Tips für Tierfreunde. NORKA-Verlag, 1998.
- Wildfleischhygiene – umfassende Betrachtungen zur Qualität von Rotwild, Rehwild und Damwildfleisch. Herausgegeben von der Zentralstelle Österreichischer Landesjagdverbände. 2000.
- mit Silvia Leugner, Renate Simon: Mensch und Tier. NORKA-Verlag, 2002.
- mit Peter Lebersorger, Hans-Friedemann Zedka: Wildbret-Hygiene. Das Buch zur Guten Hygienepraxis bei Wild. Zentralstelle Österreichischer Landesjagdverbände, Wien 2004, ISBN 3-9501873-0-8. (mit Peter Paulsen: 5., völlig neu bearbeitete und erweiterte Auflage. 2013, ISBN 978-3-9501873-8-0).
- mit Walter Pschill: „Alles Wild“. Das Wild-Kochbuch. Österreichischer Jagd- und Fischerei-Verlag, 2006.
- mit Peter Paulsen, Peter Lebersorger, Hans-Friedemann Zedka: Wildbret-Direktvermarktung. Hygiene, Zerwirken, Gesetze, Vermarktung. Zentralstelle Österreichischer Landesjagdverbände, Wien 2007, ISBN 978-3-9501873-2-8. (3., völlig neu bearbeitete und erweiterte Auflage 2014, ISBN 978-3-9501873-9-7).
- mit Christoph Wagner, Eva Maria Maier: Gewissens-Bissen. Tierethik und Esskultur. Wien 2008, ISBN 978-3-7066-2420-6.
- Ein Beitrag zur Jagdethik. Österreichischer Jagd- und Fischereiverlag, Wien 2014, ISBN 978-3-85208-120-5.

### Buchbeiträge
- Animal welfare during hunting: the ethical perspective. In: Frans J. M. Smulders, Bo Algers (Hrsg.): Welfare of production animals: assessment and management of risks (= Food safety assurance and veterinary public health. Band 5). Wageningen Academic Publishers, Wageningen 2009, ISBN 978-90-8686-122-4, S. 205–220.
- Wildbret-Hygiene, Wildkrankheiten, Jagd und Tierschutz, Jagdhund (Haltung und Pflege). In: Michael Sternat (Hrsg.): Der Jagdprüfungsbehelf für Jungjäger und Jagdaufseher. Österreichischer Jagd- und Fischerei-Verlag, 2014, ISBN 978-3-85208-117-5, S. 437–462, 521–532.
- Ernst Alexander Zwilling: Mit Tropendrilling, Badewanne und weißem Anzug. In: Rolf D. Baldus, Werner Schmitz (Hrsg.): Auf Safari. Legendäre Afrikajäger von Alvensleben bis Zwilling. Franckh-Kosmos Verlag, Stuttgart 2014, ISBN 978-3-440-14007-9, S. 159–169.
- A note on game meat, animal welfare and ethiks. In: Peter Paulsen, Alexandra Bauer, Frans J. M. Smulders (Hrsg.): Trends in game meat hygiene. From forest to fork. Wageningen Academic Publishers, The Wageningen 2014, ISBN 978-90-8686-238-2, S. 373–376.

### Belletristik
- Safari. Österreichischer Jagd- und Fischereiverlag, 1995.
- Kater Ramses & 26 heitere Episoden aus der Tierarztpraxis. Österreichischer Jagd- und Fischereiverlag, 1996.
- Büffel. Österreichischer Jagd- und Fischereiverlag, 1997.